# Kardinalne in teološke vrline
Kardinalne in teološke vrline je Rafaelova freska v luneti, ki jo najdemo na južni steni Stanza della Segnatura v Apostolski palači v Vatikanu. Tri kardinalne vrline so poosebljene kot kipi žensk, ki sedijo v bukolični pokrajini, teološke vrline pa so upodobljene s putti. Freska je bila del Rafaelovega naročila za okrasitev zasebnih prostorov papeža Julija II. Te sobe so danes znane kot Stanze di Raffaello. Po končanih treh monumentalnih freskah Sporočilo svetega zakramenta, Parnas in Atenska šola  v Stanzi della Segnatura je Rafael leta 1511 naslikal kardinalne in teološke vrline.

## Opis
Stene s freskami v Stanza della Segnatura prikazujejo štiri veje človeškega znanja: filozofijo (Atenska šola), religijo (Sporočilo), poezijo (Parnas) in pravo (vrline). Četrta stena, ki vsebuje Vrline, obravnava tako civilno pravo posvetne države kot tudi kanonsko pravo Cerkve. V skladu s tem trem klasičnim kardinalnim vrlinam (Pogum, Razumnost in Zmernost) stoji nasproti pet puttov, od katerih trije prikazujejo teološke vrline Ljubezen, upanje in vero.
Na levi strani je Rafael naslikal Pogum. Oblečena v oklep, z levo roko boža leva, medtem ko se z desnico oprime mladike črnega hrasta. Hrastovo drevo simbolizira moč in aludira na družino Della Rovere, ki ji je pripadal papež Julij II. Putto, ki predstavlja Usmiljenost, pobira želod iz hrastove veje. Pogumna sedeča postava in gube njenih oblačil so prepisane neposredno iz modela, ki ga je Rafael videl,  Michelangelov Mojzes.
V središču slike je sedeča Preudarnost. Na njenih prsih je lik krilate Gorgone, ki preprečuje goljufije in prevare. Janusu podobna njena glava ima dva obraza v profilu. Njen mladosten ženski obraz se gleda v ogledalo. To je alegorija modrosti in znanja sedanjosti. Zadaj se podoba starca zazre v preteklost za dobro presojo, ki temelji na izkušnjah. Njen pogled je okrepljen z gorečo baklo, ki jo drži putto, ki prikazuje Upanje.
Zmernost sedi na desni. Drži uzdo zadrževanja, spremlja pa jo putto, ki upodablja Vero, ki z desno roko kaže navzgor proti nebu.
Četrta kardinalna vrlina, Pravičnost, ni vključena v sceno. Namesto tega je upodobljena, da drži tehtnico in meč v tondu na stropu neposredno nad fresko. Izrazitejši položaj Pravičnosti je razložen s poudarkom Platona na tej četrti vrlini. Uvedel ga je, da bi zagotovil, da so ostale tri kardinalne vrline obstajale v sozvočju.
Drugi dve freski, najdeni nižje na steni, prav tako prikazujeta prizore, ki zadevajo zakon. Na levi strani okna je freska, ki jo je zasnoval Rafael, a jo je izvedel njegov atelje. Upodobljeno je kako cesar Justinijan I. prejme civilni zakonik, znan kot Pandect (latinsko: Digesta seu Pandectae)  Corpus Juris Civilis od Tribonijana. Desno od okna papež Gregor IX. (v upodobitvi Julija II.) prejme kodeks kanonskega prava, znan kot Decretals (latinsko Decretales Gregorii IX) od Rajmunda Penjafortskega.

## Galerija
- Vrline, prikazane pod Pravičnostjo v Stanza della Segnatura
- Detajl putta z rogom obilja
- Detajl Odločnosti
- Detajl Preudarnosti
- Detajl Zmernosti

¸